# Due soli...
Due soli... è l'undicesimo album di Mietta, pubblicato il 5 aprile 2011 da Carosello.

## Descrizione
Si tratta di un disco pop il cui filo conduttore è la difesa della fragilità umana, non intesa come invalidante bensì come valore aggiunto
. Questo album, in Italia, è arrivato alla posizione numero 42.
Comprende dodici brani inediti scritti da importanti autori del panorama musicale italiano fra cui Niccolò Agliardi, Emiliano Cecere, Saverio Grandi, Kaballà e Ania, nonché dalla stessa Mietta, sia come autrice che come compositrice.
Il primo singolo è Due soli, l'atto sessuale in poesia di due amanti attraverso la forza dei sogni. Tra i brani anche Io no, un grido di dissenso verso coloro che non rispettano i diritti umani, dedicato a Sakineh Mohammadi Ashtiani, Una vita da sprecare, dedicata a Marilyn Monroe, icona di una fragilità femminile, Tra le mani e i sogni, dedicata al suo bambino Francesco Ian, e Fotografie, la sintesi di quanto raccontato nel suo primo romanzo “L’albero delle giuggiole”.
I musicisti dell'album sono: Davide Tagliapietra (chitarra), Christian Rigano (pianoforte, organo Hammond, synth), Pino Saracini (basso), Leonardo Di Angilla (percussioni), Simone D'Eusanio (strings) e Mylious Johnson (batteria).

## Tracce
| #   | Titolo                                                                      | Durata |
| --- | --------------------------------------------------------------------------- | ------ |
| 01. | Due soli Emiliano Cecere                                                    | 03:38  |
| 02. | Tutto in un attimo • Diego Calvetti, Emiliano Cecere, Marco Ciappelli       | 03:49  |
| 03. | Che colpa ho Davide Tagliapietra, Mietta, Ania Cecilia                      | 04:09  |
| 04. | Fotografie Davide Tagliapietra, Ania                                        | 03:53  |
| 05. | Ecco perché Saverio Grandi                                                  | 03:55  |
| 06. | Restano intese Davide Tagliapietra, Mietta e Ania Cecilia                   | 03:54  |
| 07. | Io no Emiliano Cecere, Kaballà                                              | 03:53  |
| 08. | Sono come me (La prova reale) Davide Tagliapietra, Mietta, Niccolò Agliardi | 04:33  |
| 09. | Angoli diversi Emiliano Cecere, Francesco Morettini, Luca Angelosanti       | 03:11  |
| 10. | Fra le mie mani e i sogni Davide Tagliapietra, Mietta, Ania Cecilia         | 03:56  |
| 11. | Una vita da sprecare Emiliano Cecere, Andrea Regazzetti                     | 03:37  |
| 12. | Cadono Gemme Emiliano Cecere, Francesco Morettini                           | 04:13  |

## Formazione
- Mietta – voce
- Davide Tagliapietra – chitarra, programmazione
- Christian "Noochie" Rigano – pianoforte, organo Hammond, sintetizzatore
- Pino Saracini – basso
- Mylious Johnson – batteria
- Leonardo Di Angilla – percussioni

## Classifiche
| Classifica | Posizione |
| ---------- | --------- |
| Italia     | 42        |